# Tioacetamida
La tioacetamida és un compost orgànic amb la fórmula C₂H₅NS. És un sòlid incolor soluble en aigua. La tioacetamida s'utilitza com a font de sulfur d'hidrogen en síntesi orgànica i inorgànica, així com en l'anàlisi qualitativa inorgànica.

## Preparació
La tioacetamida es prepara tractant acetamida amb pentasulfur de fòsfor.
CH₃C(O)NH₂ + 1/4 P₄S10 → CH₃C(S)NH₂ + 1/4 P₄S₆O₄